# Not a Moment Too Soon
Not a Moment Too Soon è il secondo album in studio del cantante country statunitense Tim McGraw, pubblicato nel 1994.

## Tracce
1. It Doesn't Get Any Countrier Than This – 2:30
2. Give It to Me Strait – 2:46
3. Wouldn't Want It Any Other Way – 3:50
4. Down on the Farm – 2:55
5. Not a Moment Too Soon – 3:46
6. Indian Outlaw – 3:01
7. Refried Dreams – 2:45
8. Don't Take the Girl – 4:09
9. 40 Days and 40 Nights – 2:57
10. Ain't That Just Like a Dream – 3:23

## Classifiche
| Classifica (1994) | Posizione massima |
| ----------------- | ----------------- |
| Stati Uniti       | 1                 |